# Mus setzeri
Mus setzeri är en däggdjursart som beskrevs av Francis Petter 1978. Mus setzeri ingår i släktet Mus och familjen råttdjur. IUCN kategoriserar arten globalt som livskraftig. Inga underarter finns listade i Catalogue of Life.
Artepitetet i det vetenskapliga namnet hedrar den amerikanska zoologen Henry W. Setzer.
Arten blir cirka 61 mm lång (huvud och bål), har en 31 till 48 mm lång svans och 13 till 15 mm långa bakfötter. Vikten varierar mellan 5 och 9 g. Pälsen på ovansidan varierar i olika nyanser av brun, ofta med inslag av orange som är tydligast vid kroppssidorna. Den vita pälsen på undersidan sträcker sig vid stjärten ganska långt uppåt. Huvudet kännetecknas av en spetsig nos, långa morrhår och ljusbruna avrundade öron som har en vit fläck vid övergången till hjässan. Mus setzeri har fyra fingrar och fem tår. Alla är utrustade med klor.
Arten förekommer med flera från varandra skilda populationer i södra Afrika i Zambia, Namibia, Botswana och kanske Angola. Den vistas i låglandet och i bergstrakter upp till 1100 meter över havet. Individer hittades i träskmarker, i savanner och i andra gräsmarker. Troligen ingår insekter i födan.